# Tylophora tenuipedunculata
Tylophora tenuipedunculata är en oleanderväxtart som beskrevs av Karl Moritz Schumann. Tylophora tenuipedunculata ingår i släktet Tylophora och familjen oleanderväxter. Inga underarter finns listade i Catalogue of Life.